# アデレイド・クレメンス
アデレイド・クレメンス（Adelaide Clemens, 1989年11月30日 - ）は、オーストラリアのクイーンズランド州ブリスベン出身の女優。

## 来歴
子供の頃は香港、フランス、日本などでも育った。12歳の時にオーストラリアに落ち着く。
2006年から女優活動を開始し、母国オーストラリアで数本のテレビ・シリーズに出演。その内の『Love My Way』で2008年度グレアム・ケネディ賞新人賞にノミネートされ注目される。
2009年の『ウルヴァリン:X-MEN ZERO』で映画デビュー。
2011年には岩井俊二が10年ぶりに出版した新作小説を自身で映画化した『ヴァンパイア』で主人公サイモンが自殺サイトで出会う女性レディバードを演じる。
また『サイレントヒル』の続編となる『サイレントヒル: リベレーション3D』では主人公を演じた。

## フィルモグラフィ

### 映画
| 製作年 | 邦題 原題                                                   | 役名             | 備考           |
| ------ | ----------------------------------------------------------- | ---------------- | -------------- |
| 2009   | ウルヴァリン:X-MEN ZERO X-Men Origins: Wolverine            | カーニバルガール | 映画デビュー作 |
| 2011   | ヴァンパイア Vampire                                        | レディバード     |                |
| 2012   | シークレット・パーティー Generation Um...                   | ミア             |                |
| 2012   | NO ONE LIVES ノー・ワン・リヴズ No One Lives                | エマ             |                |
| 2012   | サイレントヒル: リベレーション3D Silent Hill: Revelation 3D | ヘザー/アレッサ  |                |
| 2013   | 華麗なるギャツビー The Great Gatsby                         | キャサリン       |                |

### テレビシリーズ
| 放映年 | 邦題 原題                                 | 役名                     | 備考         |
| ------ | ----------------------------------------- | ------------------------ | ------------ |
| 2010   | ザ・パシフィック The Pacific              |                          | ミニシリーズ |
| 2010   | ライ・トゥ・ミー 嘘は真実を語る Lie to Me | メーガン                 | 2エピソード  |
| 2012   | パレーズ・エンド Parade's End             | ヴァレンタイン・ワノップ | ミニシリーズ |

## 参照
1. ↑  Godwin, Richard (2012年9月28日). “After the Parade”. London Evening Standard 2012年9月28日閲覧。